# Radreng-Kloster
| Tibetische Bezeichnung                       |
| -------------------------------------------- |
| Tibetische Schrift: རྭ་སྒྲེང་དགོན་པ་              |
| Wylie-Transliteration: rwa sgreng dgon pa    |
| Aussprache in IPA: [raʈʂeŋ kø̃pa]             |
| Offizielle Transkription der VRCh: Razhêng   |
| THDL-Transkription: Radreng                  |
| Andere Schreibweisen: Reting, Radeng, Rateng |

| Chinesische Bezeichnung |
| ----------------------- |
| Traditionell: 熱振寺    |
| Vereinfacht: 热振寺     |
| Pinyin:Rèzhèn Sì        |

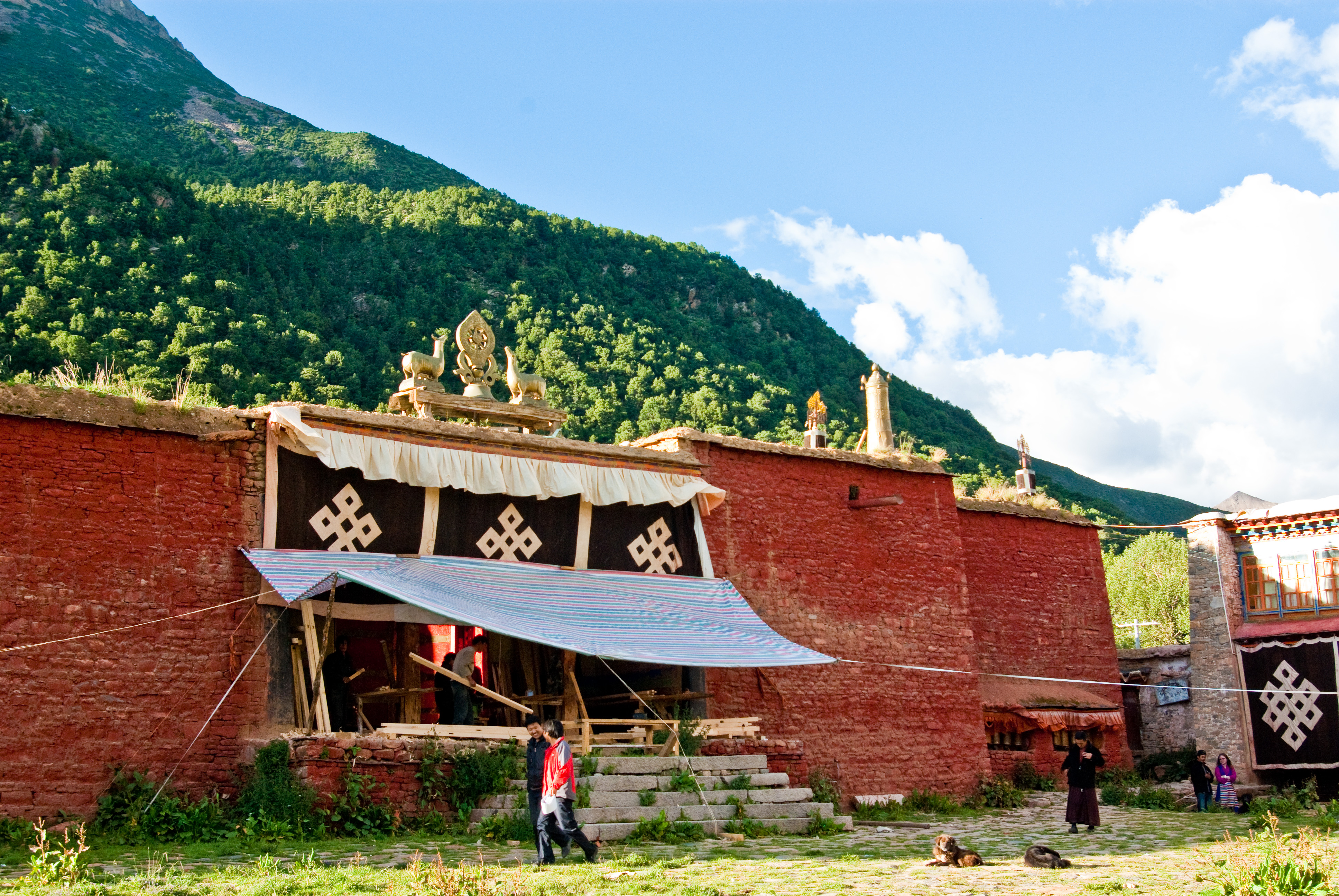
Radrengkloster

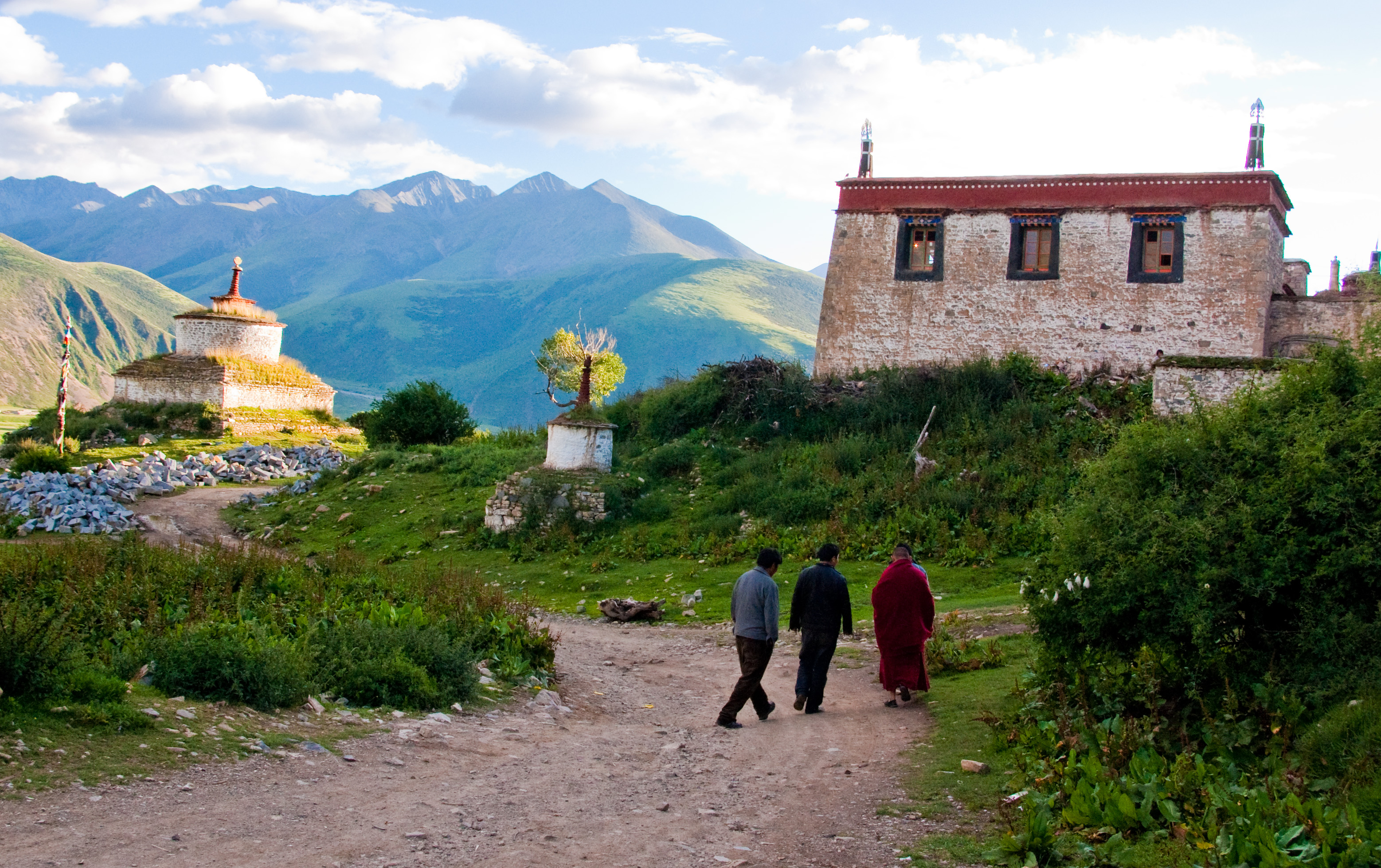
Radrengkloster

Das Radreng-Kloster war ursprünglich ein Kloster der Kadam-Schule, der ersten Sarma-Tradition des Buddhismus in Tibet. Es liegt im Tal des Radreng Rongchu (rwa sgreng rong chu) nördlich der Stadt Lhasa im Kreis Lhünzhub im Autonomen Gebiet Tibet der Volksrepublik China. Das Kloster wurde 1057 von Drom Tönpa gegründet und war das erste Kloster dieser Schule, die sich rasch über Tibet verbreitete. Zu Beginn des 15. Jahrhunderts begründete Tsongkhapa die Gelug-Schule, in die die Kadam-Tradition aufging. Mitte des 18. Jahrhunderts wurde das Kloster zum Sitz der Radreng Rinpoches.
Ein Teil des Klosters wurde 1951 durch ein Erdbeben zerstört.
Das Kloster steht auf der Liste der Denkmäler des Autonomen Gebiets Tibet.